# Never Gonna Die
 (août 2018).
Si vous disposez d'ouvrages ou d'articles de référence ou si vous connaissez des sites web de qualité traitant du thème abordé ici, merci de compléter l'article en donnant les références utiles à sa vérifiabilité et en les liant à la section « Notes et références ».
Albums de Pennywise
Yesterdays
Never Gonna Die est le douzième album du groupe de skate punk californien Pennywise.
Il est sorti en 2018.

## Membres
- Jim Lindberg : chant.
- Fletcher Dragge : guitare.
- Randy Bradbury : basse.
- Byron McMackin : batterie.

## Liste des chansons
1. Never Gonna Die - 2:40.
2. American Lies - 2:11.
3. Keep Movin' On - 2:31.
4. Live While You Can - 2:38.
5. We Set Fire - 3:04.
6. She Said - 3;41.
7. Can't Be Ignored - 3:36.
8. Goodbye Bad Times - 3:07.
9. A Little Hope - 2:56.
10. Won't Give Up The Fight - 3:02.
11. Can't Save You Now - 2:48.
12. All The Ways U Can Die - 3:09.
13. Listen - 1:44.
14. Somethin' New - 2:14[1].